# クアジノン
クアジノン(Quazinone)は、1980年代に心血管疾患の治療のために開発、市販された強心剤、血管拡張薬である。選択的ホスホジエステラーゼ3阻害薬として作用する。現在はもう市販されていない。